# Dicranomyia (Zelandoglochina) harrisi
Dicranomyia (Zelandoglochina) harrisi is een tweevleugelige uit de familie steltmuggen (Limoniidae). De soort komt voor in het Australaziatisch gebied.